# شهرک صنعتی زاویه
شهرک صنعتی زاویه در شهرستان زرندیه در استان مرکزی و در فاصله اندکی از آزادراه تهران - ساوه و همچنین در نزدیکی شهر زاویه واقع گردیده است. از مزیت‌های این شهرک فاصله ۸۵ کیلومتری آن با تهران می‌باشد. 
علاوه بر آن فاصله این شهرک تا ایستگاه راه‌آهن پرندک ۱۵ کیلومتر، ایستگاه راه‌آهن اراک ۲۱۳ کیلومتر، تا گمرک ساوه ۴۵ کیلومتر، فرودگاه پیام کرج ۶۰ کیلومتر، فرودگاه امام خمینی ۶۰ کیلومتر و فرودگاه اراک ۲۱۸ کیلومتر می‌باشد. فاصله این شهرک از شهر اراک ۲۱۵، از کرج ۹۳ کیلومتر، از شهریار ۷۰ کیلومتر و از رباط کریم ۵۴ کیلومتر است.

در این شهرک صنایع و کارگاه های مختلفی مشغول فعالیت در زمینه های زیر هستند:
- تابلو برق و مقره سلیکونی
- چوب، ام دی اف، کارتن، مقوا، کاغذ ملامینه و بسته بندی
- دستمال کاغذی
- انواع مبلمان خانگی و اداری
- بازیافت ضایعات پلاستیک
- کفش
- درب وپنجره از یو پی وی سی
- فوم پلی استایرن و ظروف یکبار مصرف
- رنگ ساختمانی و چسب چوب وضدزنگ
- انواع لاکهای عایق و رنگهای ساختمانی و انواع تینر
- تجهیزات آبیاری تحت فشاربارانی
- شیشه و لمینت
- انواع مواد آرایشی وبهداشتی
- قطعات پلاستیکی تزریقی
- گاز اسیتلن گاز اکسیپن و گاز کربنیک
- انواع گرانول و کامپاند پلاستیکی وپودر لاستیک
- انواع مربا شکلات کاکائویی
- پاک کردن وبسته بندی حبوبات وفرآوری وبسته بندی  پسته
- لبنیات
- چیپس سیب زمینی و بسته بندی خشکبار وپاک کردن وبسته بندی حبوبا
- سوسیس و کالباس وهمبرگر
- اسکلت فلزی، کانکس و کانتینر
- اتاق آمبولانس، اتوبوس، بیمارستان سیار و اتاق سازی وسایل نقلیه
- قطعات پیش ساخته بتونی وسمانی وسبک